# Tour de la Massane
La tour de la Massane est une tour située dans le massif des Albères à Argelès-sur-Mer (Pyrénées-Orientales). Elle est située à 793 mètres d'altitude.

## Localisation
De la base de la tour de la Massane, on a une vue exceptionnelle sur la Côte Vermeille. À son sommet on peut voir un panorama de la plaine du Roussillon et de ses alentours. En effet, la Massane est un des sommets du massif des Albères.
En partant du parking du château de Valmy il est possible de démarrer une randonnée pour accéder à la tour. En partie ombragé, il est néanmoins largement exposé au soleil pendant les mois chauds de l'été. 

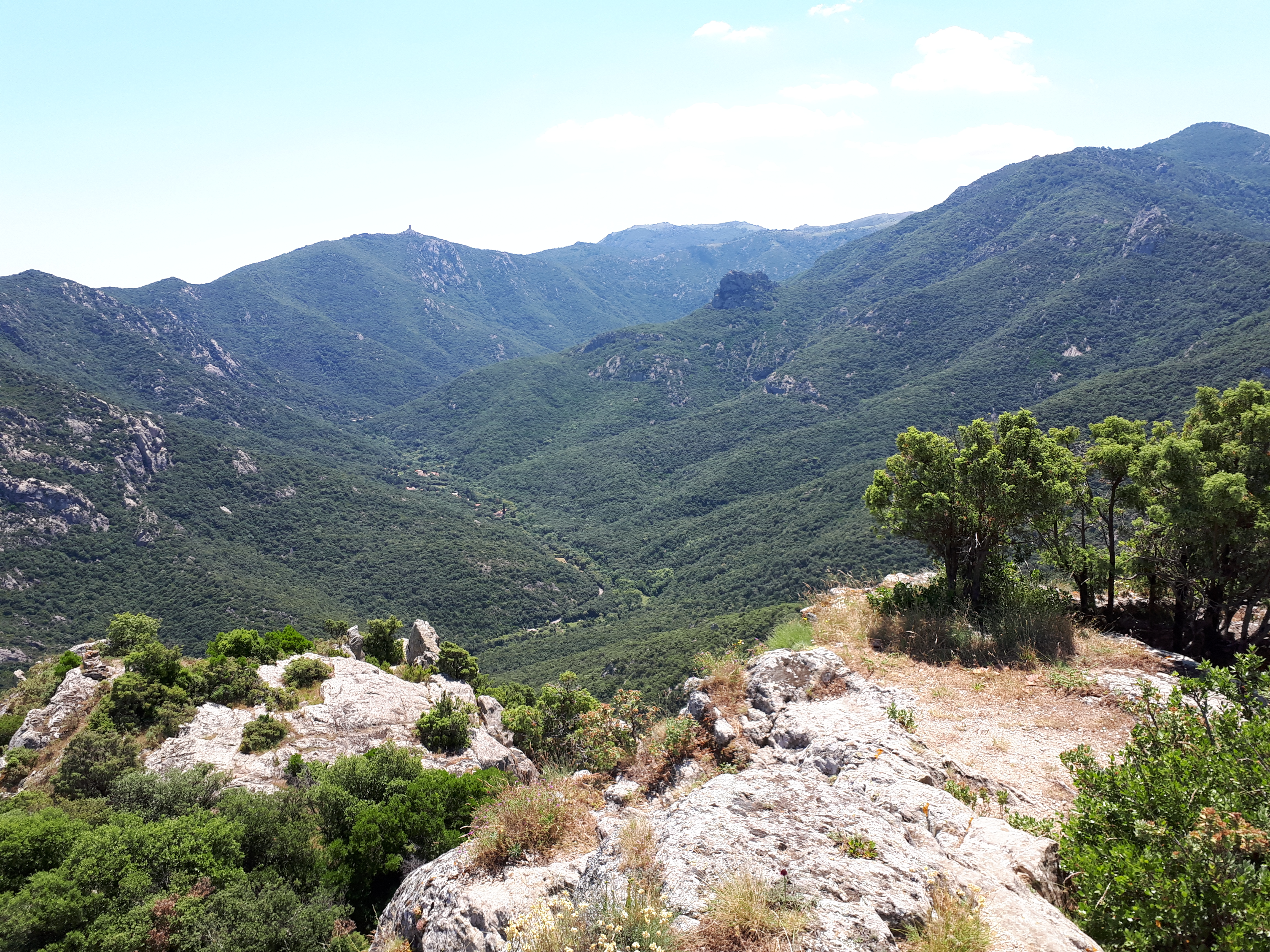
Vue depuis le château d'Ultrera vers la vallée de la Massane et la tour de la Massane.

La tour se situe sur un large filon de pegmatite (une roche magmatique à grands cristaux) qui s'est introduit dans des formations métasédimentaires plus anciennes lors de l'orogenèse hercynienne (une période de forte activité tectonique suivant la collision de deux plaques tectoniques), il y a environ 300 millions d'années,.

## Toponymie
La tour tient son nom du fleuve de la Massane, dont la source est dans le massif des Albères.
Son nom en catalan est Torre de la Massana.
Elle est mentionnée en 1293 sous le nom de Torre de Perabona.

## Histoire
Elle est à l'origine une tour de guet, à l'instar de la tour Madeloc, mise en place par les rois de Majorque, notamment Jacques II de Majorque.
Elle est encore décrite au XVIIIe siècle comme étant habilitée à transmettre des signaux de fumée ou tirer des coups de canon en signe d'avertissement et faisait partie d'une chaîne de postes de guet entre Saint-Laurent-de-Cerdans jusqu'à la tour de la Massane, en passant notamment par le pic de Garces ou le pic Saint-Christophe.
En 1701, dans ses travaux pour la détermination de la Méridienne (Dunkerque - Paris - Canigou) , Cassini II utilise la tour comme repère géodésique. Le 12 mars 1701, il s'y rend pour y réaliser des mesures géodésiques et barométriques. Il trouve une différence de hauteur de 397 toises entre le pied de la tour et l'observatoire de Collioure (maison du Mouret).
Vers 1780 sa façade est blanchie afin de servir de repère depuis le large (ou amer), avec le fort Saint-Elme, pour mieux situer le port de Port-Vendres.
La tour fait partie des 14 tours illuminées pour le passage de la flamme olympique des Jeux olympiques de 2024.

## Description

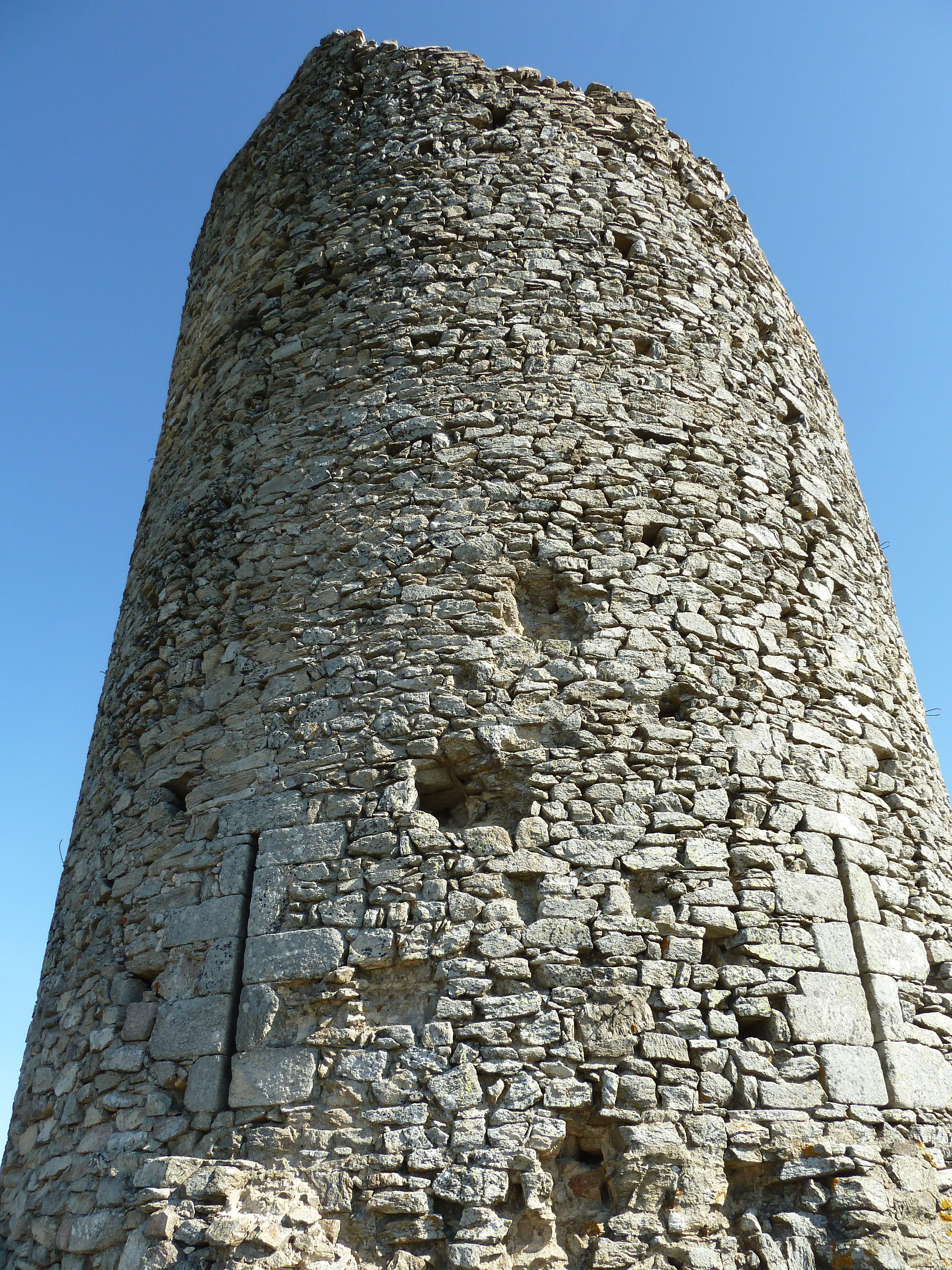
Façade ouest
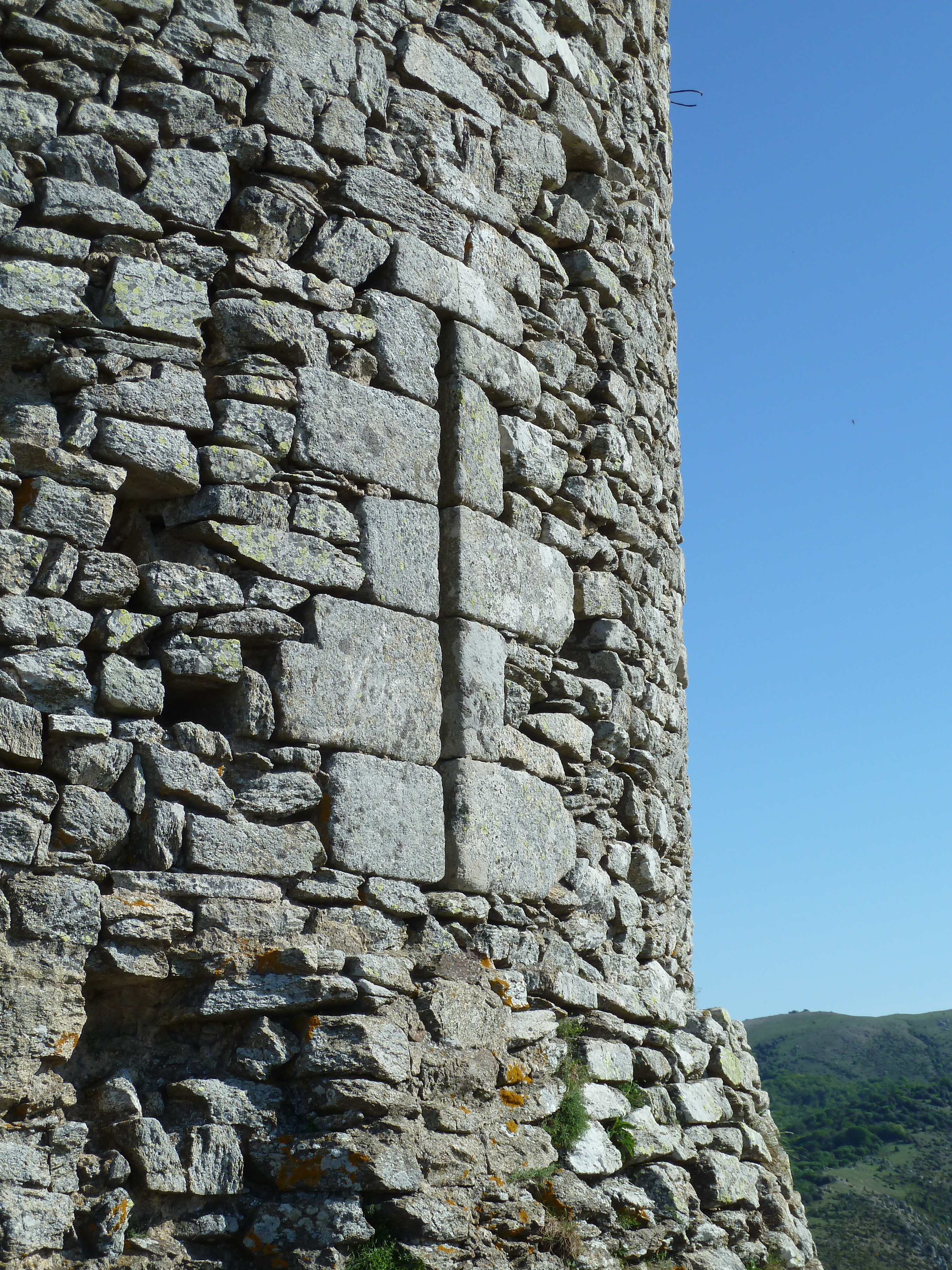
Meurtrière du côté ouest
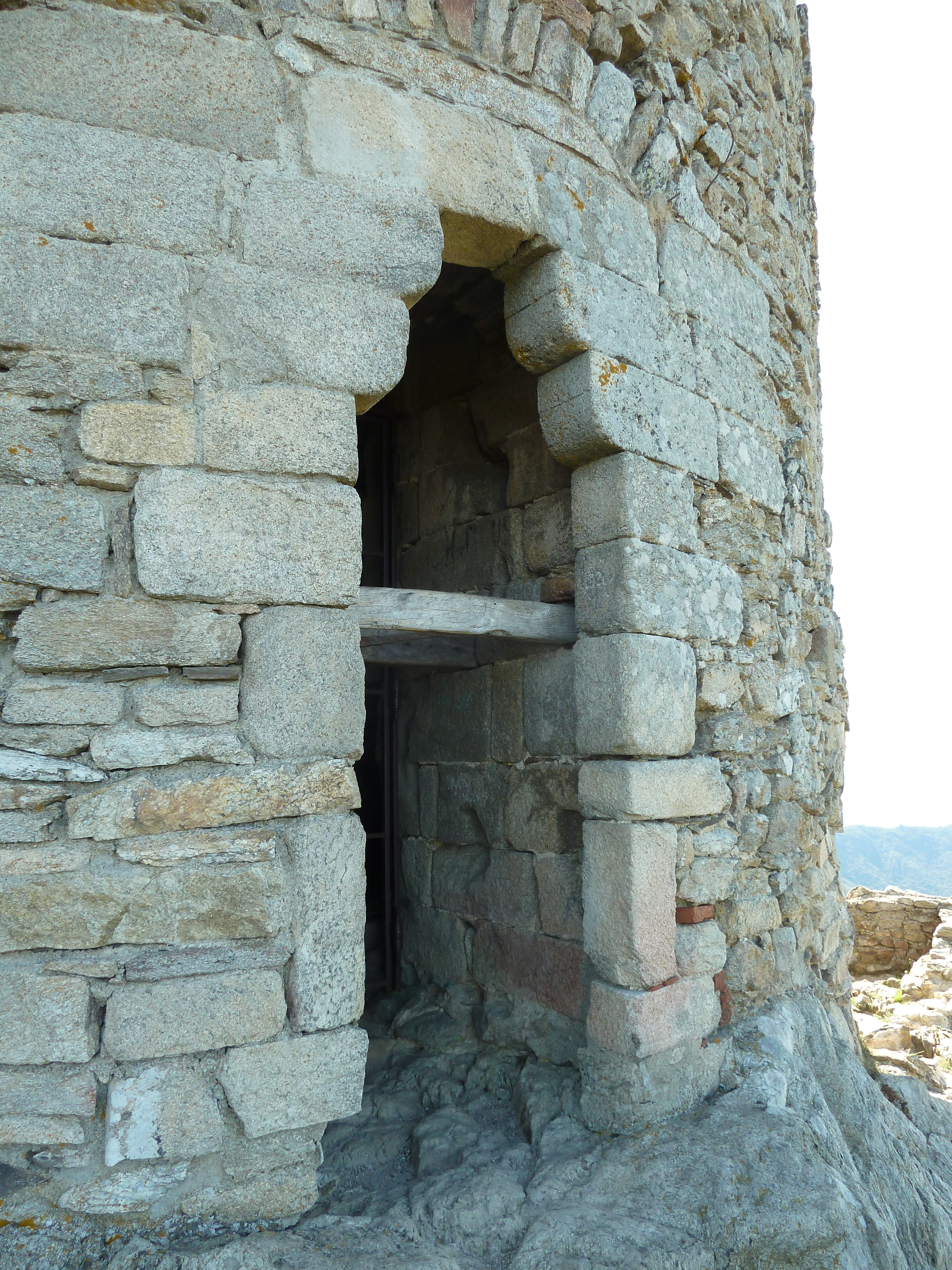
Porte d'entrée
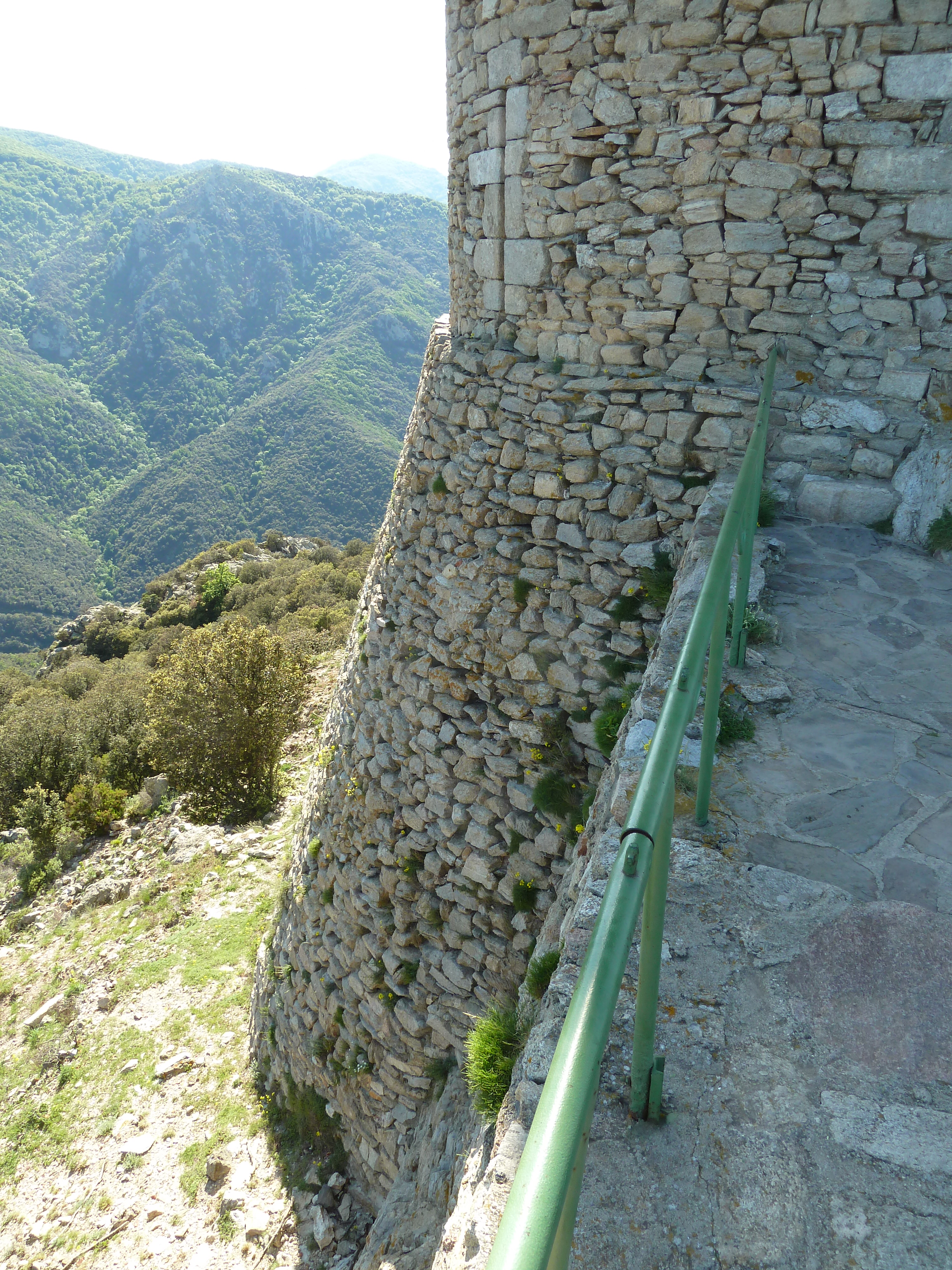
Fondations sud-est
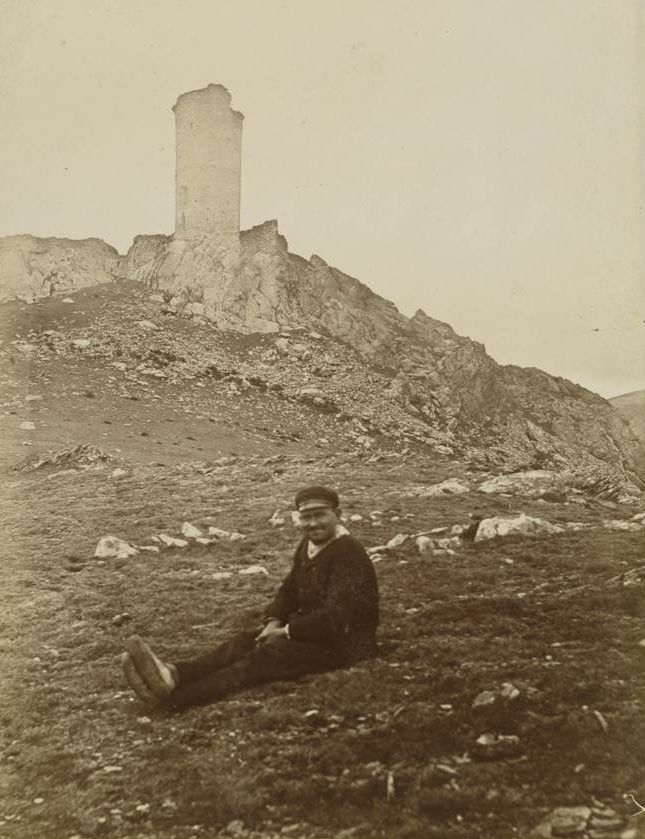
La tour photographiée par Jean-Auguste Brutails vers 1900.